# Joystiq
Pour l’article ayant un titre homophone, voir Joystick.
 (décembre 2018).
Si vous disposez d'ouvrages ou d'articles de référence ou si vous connaissez des sites web de qualité traitant du thème abordé ici, merci de compléter l'article en donnant les références utiles à sa vérifiabilité et en les liant à la section « Notes et références ».

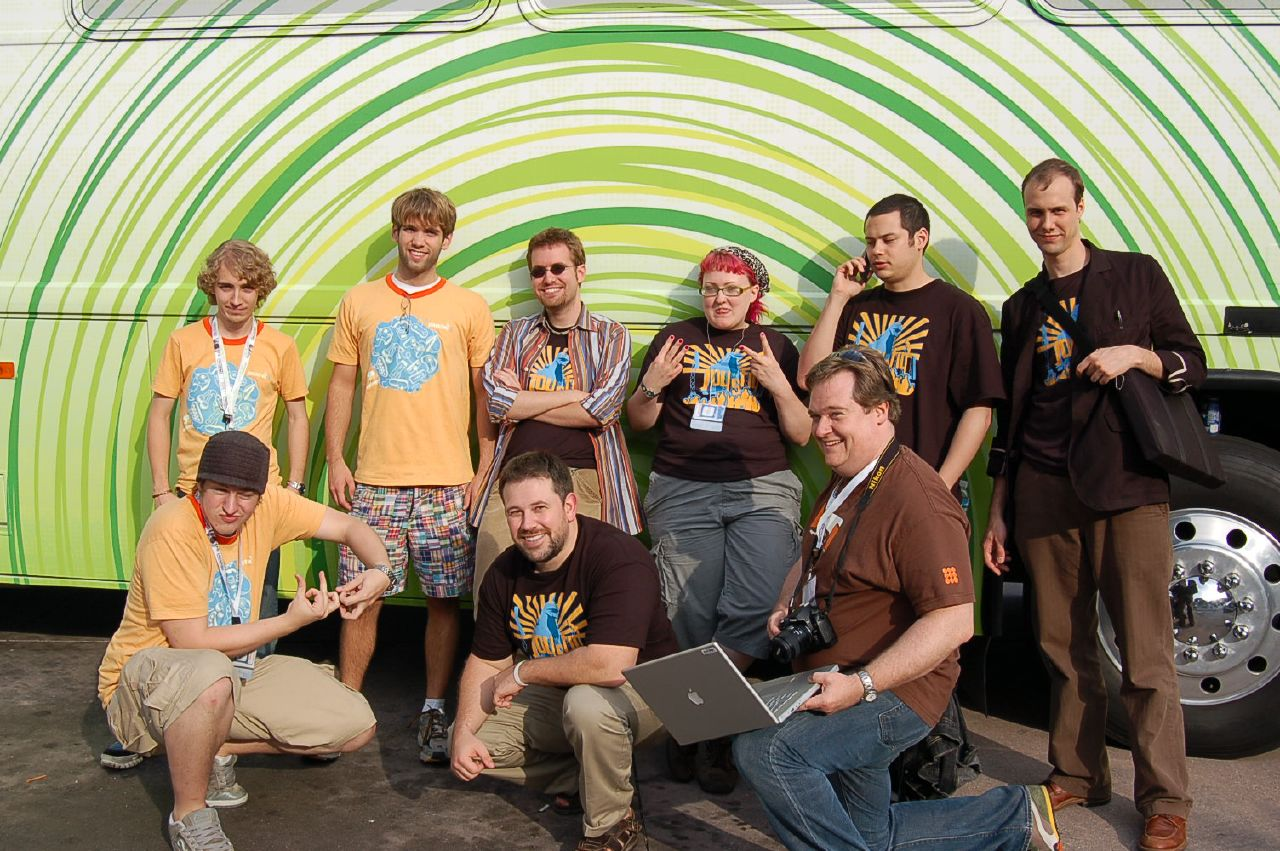
L’équipe de Joystiq à l’E3 2006.

Joystiq est un blogue spécialisé dans le jeu vidéo. Il a été fondé en juin 2004. Racheté majoritairement par AOL, le site arrête ses activités le 3 février 2015, il est remplacé par Engadget Games.